# Кому вниз
«Кому вниз» — украинская рок-группа. В альманахе искусствоведа и музыкального критика Александра Евтушенко творчество «Кому вниз» определено как «готик-фолк-индастриал-рок».

## История
Группа создана в Киеве в 1988 году. Первые записи группы (альбом «Падая вверх», 1989) представляют собой постпанк с отдельными элементами дарквейва. Однако уже начиная с 1990 года, музыка группы изменилась в сторону индустриального рока. С 1998 года группа начала сотрудничать с Украинским готическим порталом, в лице его идеолога, Vitaliy Stranger, что несколько изменило направление движения проекта. В рамках этого сотрудничества для группы был создан сайт, освещалась деятельность группы на информационных ресурсах УГП, группа появилась на сборнике «Украинская готика», а также УГП организовывал многочисленные концерты группы на Украине и в Европе: в 2001 г. на крупнейшем в Польше фестивале Castle Party, трижды были проведены концерты «Кому вниз» на Wave Gotik Treffen (Германия): в 2002, 2004 и 2007 гг, а в 2006-м было организовано выступление на Prague in Dark (Чехия).
В 2003 г. группа начинает работать с студией Tridens Records, которая организует издание композиций «Кому вниз» на Украине и за рубежом: в 2003 на сборнике «Украинская готика», в 2008 была издана композиция «Кому вниз» на сборнике «Gotham» (Германия). В 2005-м композиции групп «Кому вниз» и Gray/scale попали в европейскую компиляцию «Dark East» (Польша). Также произведения «Кому вниз», «Холодне сонце», Dust Heaven появились на польских сборниках «Castle Party» в 2001, 2005 и 2006 гг.
В период с 1999—2009 гг. «Кому вниз» несколько раз выступали на главном готическом фестивале Украины — «Дети Ночи: Чорна Рада».
В настоящий момент группа активно выступает на Украине и в других странах мира и готовится к выпуску нового альбома.
Басист Сергей Степаненко умер 18 ноября 2022 года.

## Состав группы
- Владислав Малюгин (гитара, акустика, вокал).
- Евгений Разин (ударные, вокал).
- Андрей Середа (клавиши, вокал, автор).
- Александр Середа (бас, бэк-вокал)

## Дискография

### Альбомы и синглы
- Падая вверх (1989)
- Кому вниз (1990)
- In Kastus (1996)
- In Kastus In Vivo (1999, Live)
- Ab Ovo Usque Ad Mala (2007,ЕР)
- 4 (2014)
- IDEM, 2345 (2016,ЕР)
- Tüśtäneń Pškadema (сингл, 2021)
- Нестор  (сингл, 2022)
- Боги війни  (сингл, 2022)
- Марш Артилерії  (2022)

### Другие издания
- Рок-екзистенція (1994, Live)[источник не указан 4920 дней]
- 1994-й рік (1994)[источник не указан 4920 дней]
- Рок-екзистенція[укр.] (1997, Live)[4]
- Легенди українського року: Кому Вниz (2003)
- Коллекция альбомов в формате MP3 (2006, MP3)
- Реформація: 25 Пунктів (2009)
- Кому вниз Live !FESTrepublic, Львів 2018.03.09 (2018)